# Margot Werner
Margot Werner (Salzburg, 8 december 1937 – München, 1 juli 2012) was een Oostenrijks balletdanseres, zangeres en actrice. 
Op 17-jarige leeftijd werd ze lid van het ballet van de Bayerischen Staatsballett in München en werd drie jaar later prima-ballerina. Sinds 1959 werd ze solist. De artieste was daarnaast in talrijke tv-shows als danseres, zangeres en entertainer te zien en had ook haar eigen tv-shows. Een van haar grootste successen als zangeres had ze met het lied "So ein Mann" in 1977. 
Margot Werner was twee keer getrouwd. Haar eerste huwelijk was met acteur Peter Pasetti tot hun scheiding. Haar tweede huwelijk was met gastronoom Jochen Litt van 1978 tot haar dood in 2012. Ze stierf aan de gevolgen van een sprong uit een raam van de derde etage van de Müncher kliniek Bogenhausen. Ze verbleef daar als patiënte op de neurologische afdeling. Ze was daar voor verlammingsklachten en wilde niet verder leven in een rolstoel. 

## Discografie
- Und für jeden kommt der Tag (LP, 1974)
- Mein Leben ist wie ein Tanz / Nur ein Bild (1975)
- Wasser, Feuer, Luft und Erde (LP, 1976)
- So oder so ist das Leben / Manche Träume werden nicht wahr (1976)
- Das kann nur Liebe sein (1976)
- Margot Werner: So ein Mann (1977)
- Du bist zu heiß / Bleib die kleine Stunde bis zum Morgen (1977)
- Nur eine Frau (LP, 1977)
- Ich hab im Leben nichts bereut (LP, 1978)
- Häng dich bei mir ein (LP, 1980)
- Diese Nacht kennt kein Tabu (1980)
- Tanz auf dem Vulkan (1981)
- ... denn ich bin ich (LP, 1983)
- Traumflüge (LP, 1985)
- Lilly Marlen (1986)
- Never forget my love (1986)
- Lieder mit... Margot Werner (Dubbel-LP)
- Stargala / Margot Werner (Dubbel-LP)
- Doppelstar: So ein Mann / ... und kein bißchen Weise, Margot Werner & Curd Jürgens
- Movieclassics (1994)
- Margot Werner in Gold
- Meine größten Erfolge

## Filmografie
- Weekend in Schwarz-Weiß (1963)
- Der Nußknacker (1964)
- Jetzt schlägt's 13 (1967)
- Die Insel der Krebse (1975)
- Im Paß steht Peter Weck (1975)
- So oder so ist das Leben (1975)
- Bomber & Paganini (1976)
- Lieb Vaterland magst ruhig sein (1976)
- Collin (1981)

## Televisieseries
- Dalli Dalli (1975)
- Am laufenden Band (1975)
- Gastspieldirektion Gold (1982)
- Liebt diese Erde (1984), 6 afleveringen
- Tatort (1986)